# Earlshannonit
Earlshannonit ist ein sehr selten vorkommendes Mineral aus der Mineralklasse der „Phosphate, Arsenate und Vanadate“. Es kristallisiert im monoklinen Kristallsystem mit der chemischen Zusammensetzung MnFe3+2[OH|PO4]2·4H2O und ist damit chemisch gesehen ein wasserhaltiges Mangan-Eisen-Phosphat mit zusätzlichen Hydroxidionen.
Earlshannonit ist das Mangan-Analogon von Whitmoreit (Fe2+Fe3+2[OH|PO4]2·4H2O) und bildet mit diesem eine lückenlose Mischkristallreihe. In verschiedenen Quellen wird daher auch die Mischformel (Mn,Fe2+)Fe3+2[OH|PO4]2·4H2O angegeben, wobei die in den runden Klammern angegebenen Elemente Mn und Fe2+ sich in der Formel jeweils gegenseitig vertreten können (Substitution, Diadochie), jedoch immer im selben Mengenverhältnis zu den anderen Bestandteilen des Minerals stehen.
Das Mineral entwickelt prismatische Kristalle bis etwa einem Millimeter Länge, die meist in radialstrahligen bis kugeligen Mineral-Aggregaten angeordnet sind. Die Oberflächen der durchsichtigen Kristalle weisen einen glasähnlichen Glanz auf. Die Farbe kann aufgrund von Mischkristallbildung und Fremdbeimengungen zwischen Dunkelrötlichbraun, Glblichbraun und Gelborange bis Gelb variieren, die Strichfarbe ist jedoch immer Hellbraun.

## Etymologie und Geschichte
Erstmals entdeckt wurde Earlshannonit 1982 auf den Deponien der „Foote Lithium Co. Mine“ (Foote Mine) bei Kings Mountain im US-Bundesstaat North Carolina und in der „Grube Cornelia“ bei Hagendorf-Süd/Waidhaus im Oberpfälzer Wald (Bayern) in Deutschland.
Die Erstbeschreibung des Minerals erfolgte 1984 durch Donald R. Peacor, Pete J. Dunn und William B. Simmons, die das Mineral nach dem amerikanischen Mineralogen, Chemiker und Kurator des U.S. National Museum Earl Victor Shannon (1895–1981) benannten.
Typmaterial des Minerals wird im National Museum of Natural History in Washington, D.C., USA (Katalog-Nr. 150168, R12832) aufbewahrt.

## Klassifikation
In der veralteten 8. Auflage der Mineralsystematik nach Strunz war der Earlshannonit noch nicht aufgeführt.
In der zuletzt 2018 überarbeiteten Lapis-Systematik nach Stefan Weiß, die formal auf der alten Systematik von Karl Hugo Strunz in der 8. Auflage basiert, erhielt das Mineral die System- und Mineralnummer VII/D.08-030. Dies entspricht der Klasse der „Phosphate, Arsenate und Vanadate“ und dort der Abteilung „Wasserhaltige Phosphate, mit fremden Anionen“, wo Earlshannonit zusammen mit Arthurit, Bendadait, Cobaltarthurit, Coralloit, Kleemanit, Kunatit, Mapimit, Ojuelait und Whitmoreit die „Arthuritgruppe“ mit der Systemnummer VII/D.08 bildet.
Die von der International Mineralogical Association (IMA) zuletzt 2009 aktualisierte 9. Auflage der Strunz’schen Mineralsystematik ordnet den Earlshannonit in die Klasse der „Phosphate, Arsenate und Vanadate“ und dort in die Abteilung „Phosphate usw. mit zusätzlichen Anionen; mit H2O“ ein. Hier ist das Mineral in der Unterabteilung „Mit ausschließlich mittelgroßen Kationen; (OH usw.) : RO4 = 1 : 1 und < 2 : 1“ zu finden, wo es zusammen mit Arthurit, Bendadait, Cobaltarthurit, Kunatit, Ojuelait und Whitmoreit die „Whitmoreitgruppe“ mit der Systemnummer 8.DC.15 bildet.
In der vorwiegend im englischen Sprachraum gebräuchlichen Systematik der Minerale nach Dana hat Earlshannonit die System- und Mineralnummer 42.11.18.04. Das entspricht der Klasse der „Phosphate, Arsenate und Vanadate“ und dort der Abteilung „Wasserhaltige Phosphate etc., mit Hydroxyl oder Halogen“. Hier findet er sich innerhalb der Unterabteilung „Wasserhaltige Phosphate etc., mit Hydroxyl oder Halogen mit (AB)4(XO4)3Zq × x(H2O)“ in der „Whitmoreitgruppe“, in der auch Whitmoreit, Arthurit, Ojuelait, Gladiusit, Cobaltarthurit, Kunatit und Bendadait eingeordnet sind.

## Bildung und Fundorte
Earlshannonit bildet sich als Sekundärmineral in lithiumreichen Granit-Pegmatiten. Als Begleitminerale können unter anderem Frondelit, Jahnsit, Laueit, verschiedene Manganoxide, Mitridatit, Quarz und Rockbridgeit auftreten.
Neben seiner Typlokalität „Foote Lithium Co. Mine“ bei Kings Mountain trat das Mineral in den Vereinigten Staaten noch in der LCA Mine bei Bessemer City in North Carolina sowie in den Steinbrüchen „Emmons“ bei Greenwood, „Dunton Gem“ bei Newry und „Ryerson Hill“ bei Paris im Oxford County von Maine zutage.
Die Hagendorf-Süd-Pegmatite und eine nahegelegene Silbergrube bei Waidhaus im Oberpfälzer Wald von Bayern sind bisher (Stand 2014) die einzigen bekannten Fundorte in Deutschland.
Des Weiteren konnte Earlshannonit nur noch bei Krásno nad Teplou (deutsch Schönfeld) und Bory in Tschechien sowie im Eulengebirge (polnisch Góry Sowie) in Polen entdeckt werden.

## Kristallstruktur
Earlshannonit kristallisiert monoklin in der Raumgruppe P21/c (Raumgruppen-Nr. 14) mit den Gitterparametern a = 9,91 Å; b = 9,67 Å; c = 5,46 Å und β = 93,9° sowie zwei Formeleinheiten pro Elementarzelle.